# Grammoptera angustata
Grammoptera angustata là một loài bọ cánh cứng trong họ Cerambycidae.